# Coupe d'Angleterre de football 1978-1979
Navigation
Coupe d'Angleterre 1977-1978 Coupe d'Angleterre 1979-1980
La Coupe d'Angleterre de football 1978-1979 est la 98e édition de la Coupe d'Angleterre de football. Arsenal remporte sa cinquième Coupe d'Angleterre de football au détriment de Manchester United sur le score de 3-2 au cours d'une finale jouée dans l'enceinte du stade de Wembley à Londres.

## Quatrième tour
|        | Équipe 1                | Score | Équipe 2                | Date            |
| ------ | ----------------------- | ----- | ----------------------- | --------------- |
| 1      | Burnley                 | 1–1   | Sunderland              | 21 février 1979 |
| rejoué | Sunderland              | 0–3   | Burnley                 | 26 février 1979 |
| 2      | Liverpool               | 1–0   | Blackburn Rovers        | 30 janvier 1979 |
| 3      | Preston North End       | 0–1   | Southampton             | 12 février 1979 |
| 4      | Nottingham Forest       | 3–1   | York City               | 27 janvier 1979 |
| 5      | West Bromwich Albion    | 3–3   | Leeds United            | 26 février 1979 |
| rejoué | West Bromwich Albion    | 2–0   | Leeds United            | 1er mars 1979   |
| 6      | Shrewsbury Town         | 2–0   | Manchester City         | 27 janvier 1979 |
| 7      | Ipswich Town            | 0–0   | Orient                  | 27 janvier 1979 |
| rejoué | Orient                  | 0–2   | Ipswich Town            | 30 janvier 1979 |
| 8      | Newcastle United        | 1–1   | Wolverhampton Wanderers | 27 janvier 1979 |
| rejoué | Wolverhampton Wanderers | 1–0   | Newcastle United        | 22 février 1979 |
| 9      | Tottenham Hotspur       | 3–3   | Wrexham                 | 12 février 1979 |
| rejoué | Wrexham                 | 2–3   | Tottenham Hotspur       | 21 février 1979 |
| 10     | Fulham                  | 1–1   | Manchester United       | 31 janvier 1979 |
| rejoué | Manchester United       | 1–0   | Fulham                  | 12 février 1979 |
| 11     | Bristol Rovers          | 1–0   | Charlton Athletic       | 5 février 1979  |
| 12     | Oldham Athletic         | 3–1   | Leicester City          | 26 février 1979 |
| 13     | Crystal Palace          | 3–0   | Bristol City            | 29 janvier 1979 |
| 14     | Newport County          | 0–0   | Colchester United       | 30 janvier 1979 |
| rejoué | Colchester United       | 1–0   | Newport County          | 5 février 1979  |
| 15     | Arsenal                 | 2–0   | Notts County            | 27 janvier 1979 |
| 16     | Aldershot               | 2–1   | Swindon Town            | 30 janvier 1979 |

## Cinquième tour
|        | Équipe 1             | Score | Équipe 2                | Date            |
| ------ | -------------------- | ----- | ----------------------- | --------------- |
| 1      | Liverpool            | 3–0   | Burnley                 | 28 février 1979 |
| 2      | Nottingham Forest    | 0–1   | Arsenal                 | 26 février 1979 |
| 3      | West Bromwich Albion | 1–1   | Southampton             | 10 mars 1979    |
| rejoué | Southampton          | 2–1   | West Bromwich Albion    | 12 mars 1979    |
| 4      | Ipswich Town         | 6–1   | Bristol Rovers          | 26 février 1979 |
| 5      | Oldham Athletic      | 0–1   | Tottenham Hotspur       | 28 février 1979 |
| 6      | Crystal Palace       | 0–1   | Wolverhampton Wanderers | 26 février 1979 |
| 7      | Aldershot            | 2–2   | Shrewsbury Town         | 20 février 1979 |
| rejoué | Shrewsbury Town      | 3–1   | Aldershot               | 26 février 1979 |
| 8      | Colchester United    | 0–1   | Manchester United       | 20 février 1979 |

## Quarts de finale
|        | Équipe 1                | Score | Équipe 2                | Date         |
| ------ | ----------------------- | ----- | ----------------------- | ------------ |
| rejoué | Arsenal                 | 2–0   | Southampton             | 21 mars 1979 |
| 2      | Wolverhampton Wanderers | 1–1   | Shrewsbury Town         | 10 mars 1979 |
| rejoué | Shrewsbury Town         | 1–3   | Wolverhampton Wanderers | 13 mars 1979 |
| 3      | Ipswich Town            | 0–1   | Liverpool               | 10 mars 1979 |
| 4      | Tottenham Hotspur       | 1–1   | Manchester United       | 10 mars 1979 |
| rejoué | Manchester United       | 2–0   | Tottenham Hotspur       | 14 mars 1979 |

## Demi-finales
| 31 mars 1979 | Manchester United                      | 2–2 (a.p) | Liverpool                 | Maine Road, Manchester                            |                                                   |
|              | Jordan 19e · Greenhoff 56e · McDermott | (1-1)     | Dalglish 17e · Hansen 82e | Spectateurs : 52 524 Arbitrage : David Richardson | Spectateurs : 52 524 Arbitrage : David Richardson |
|              | (rapport)                              |           |                           | Spectateurs : 52 524 Arbitrage : David Richardson | Spectateurs : 52 524 Arbitrage : David Richardson |

| 31 mars 1979 | Arsenal                        | 2-0   | Wolverhampton Wanderers | Villa Park, Birmingham |                      |
|              | Stapleton 75e · Sunderland 83e | (0-0) |                         | Spectateurs : 46 244   | Spectateurs : 46 244 |
|              | (rapport)                      |       |                         | Spectateurs : 46 244   | Spectateurs : 46 244 |

### Match rejoué
| 4 avril 1979 | Liverpool | 0–1 | Manchester United | Goodison Park, Liverpool                          |                                                   |
| 20:30        |           |     | Greenhoff 77e     | Spectateurs : 53 069 Arbitrage : David Richardson | Spectateurs : 53 069 Arbitrage : David Richardson |
| 20:30        | (rapport) |     |                   | Spectateurs : 53 069 Arbitrage : David Richardson | Spectateurs : 53 069 Arbitrage : David Richardson |

## Finale
| Titulaires : |  |
| |  |
| 1 Pat Jennings · 2 Pat Rice (c) · 3 Sammy Nelson · 4 Brian Talbot · 5 David O'Leary · 6 Willie Young · 7 Liam Brady · 8 Alan Sunderland · 9 Frank Stapleton · 10 David Price 83e · 11 Graham Rix · |  |
| Remplaçants : |  |
| 12 Steve Walford 83e · |  |
| Entraîneur : |  |
| Terry Neill |  |

| Titulaires : |  |
| |  |
| 1 Gary Bailey 2 Jimmy Nicholl 3 Arthur Albiston 4 Sammy McIlroy 5 Gordon McQueen 6 Martin Buchan (c) 7 Steve Coppell 8 Jimmy Greenhoff 9 Joe Jordan 10 Lou Macari 11 Mickey Thomas |  |
| Remplaçants : |  |
| 12 Brian Greenhoff |  |
| Entraîneur : |  |
| Dave Sexton |  |

| Titulaires : |  |
| |  |
| 1 Pat Jennings · 2 Pat Rice (c) · 3 Sammy Nelson · 4 Brian Talbot · 5 David O'Leary · 6 Willie Young · 7 Liam Brady · 8 Alan Sunderland · 9 Frank Stapleton · 10 David Price 83e · 11 Graham Rix · |  |
| Remplaçants : |  |
| 12 Steve Walford 83e · |  |
| Entraîneur : |  |
| Terry Neill |  |

| Titulaires : |  |
| |  |
| 1 Gary Bailey 2 Jimmy Nicholl 3 Arthur Albiston 4 Sammy McIlroy 5 Gordon McQueen 6 Martin Buchan (c) 7 Steve Coppell 8 Jimmy Greenhoff 9 Joe Jordan 10 Lou Macari 11 Mickey Thomas |  |
| Remplaçants : |  |
| 12 Brian Greenhoff |  |
| Entraîneur : |  |
| Dave Sexton |  |

| Arsenal | Man United |